# Pietro Rava
Pietro Rava (Cassine, 1916. január 21. – Torino, 2006. november 5.) olimpiai és világbajnok olasz labdarúgó, hátvéd, edző.

## Pályafutása

### Klubcsapatban
A Juventus csapatában kezdte a labdarúgást, ahol 1935-ben mutatkozott be az első csapatban. 1946-ig szerepelt a torinói csapatban és két olasz kupa győzelmet szerzett az együttessel, 1938-ban és 1942-ben. 1946–47-ben az Alessandria játékosa volt, majd három idényre visszatért a Juventushoz, ahol tagja volt az 1949–50-es bajnokcsapatnak. 1950 és 1952 között a Novara csapatában szerepelt és itt fejezte be az aktív labdarúgást.

### A válogatottban
1935 és 1946 között 30 alkalommal szerepelt az olasz labdarúgó-válogatottban. Tagja volt az 1936-os berlini olimpián és az 1938-as világbajnokságon aranyérmet nyert csapatnak.

### Edzőként
1951–52-ben a Novara labdarúgójaként az ifjúsági csapat edzője is volt. 1952-ben a Padova, 1953-ban a Carrarese csapatánál tevékenykedett. 1953 és 1957 között egy-egy idényt töltött a Padova, a Cuneo, a Simmenthal-Monza és a Sampdoria együtteseinél. 1957-ben a Palermo vezetőedzője volt. Az 1958–59-es szezonban visszatért a Simmenthal-Monza csapatához. 1961 és 1963 között korábbi klubja az Alessandria, 1963–64-ben a Biellese szakmai munkáját irányította.

## Sikerei, díjai
Olaszország
- Olimpiai játékok
  - aranyérmes: 1936, Berlin
- Világbajnokság
  - aranyérmes: 1938, Franciaország

 Juventus
- Olasz bajnokság (Serie A)
  - bajnok: 1949–50
- Olasz kupa (Coppa Italia)
  - győztes: 1938, 1942